# Amina Bakhit
Amina Barcham Bakhit (in arabo أمينة بخيت‎?; 14 novembre 1990) è una mezzofondista sudanese.

## Biografia
Nel 2009, Bakhit è stata sospesa per 2 anni dopo dei controlli a seguito di una competizione a Sollentuna.

## Palmarès
| Anno | Manifestazione      | Sede           | Evento        | Risultato | Prestazione | Note                                     |
| ---- | ------------------- | -------------- | ------------- | --------- | ----------- | ---------------------------------------- |
| 2005 | Mondiali allievi    | Marrakech      | 1500 m piani  | 5ª        | 4'23"13     |                                          |
| 2005 | Africani juniores   | Tunisi         | 1500 m piani  | 6ª        | 4'36"46     |                                          |
| 2005 | Campionati arabi    | Radès          | 800 m piani   | Argento   | 2'11"37     |                                          |
| 2005 | Campionati arabi    | Radès          | 1500 m piani  | 4ª        | 4'22"09     |                                          |
| 2006 | Mondiali juniores   | Pechino        | 1500 m piani  | Batteria  | 4'31"79     |                                          |
| 2006 | Arabi juniores      | Il Cairo       | 800 m piani   | Oro       | 2'13"94     |                                          |
| 2006 | Arabi juniores      | Il Cairo       | 1500 m piani  | Oro       | 4'31"20     |                                          |
| 2007 | Mondiali allievi    | Ostrava        | 1500 m piani  | dns       | dns         |                                          |
| 2007 | Giochi panafricani  | Algeri         | 1500 m piani  | 10ª       | 4'20"22     |                                          |
| 2007 | Africani juniores   | Ouagadougou    | 800 m piani   | Bronzo    | 2'06"38     |                                          |
| 2007 | Giochi panarabi     | Il Cairo       | 800 m piani   | Oro       | 2'07"95     |                                          |
| 2007 | Giochi panarabi     | Il Cairo       | 1500 m piani  | Argento   | 4'24"74     |                                          |
| 2008 | Mondiali juniores   | Bydgoszcz      | 800 m piani   | 8ª        | 2'10"71     |                                          |
| 2008 | Mondiali juniores   | Bydgoszcz      | 1500 m piani  | dnf       | dnf         |                                          |
| 2011 | Giochi panarabi     | Doha           | 800 m piani   | 4ª        | 2'13"84     |                                          |
| 2011 | Giochi panarabi     | Doha           | 10000 m piani | Bronzo    | 33'27"76    |                                          |
| 2012 | Campionati africani | Porto-Novo     | 1500 m piani  | 7ª        | 4'19"51     |                                          |
| 2012 | Giochi olimpici     | Londra         | 800 m piani   | Batteria  | 2'09"78     |                                          |
| 2015 | Campionati arabi    | Manama         | 1500 m piani  | Oro       | 5'22"27     |                                          |
| 2015 | Campionati arabi    | Manama         | 5000 m piani  | Argento   | 16'54"21    |                                          |
| 2015 | Mondiali            | Pechino        | 1500 m piani  | Batteria  | 4'22"49     | Miglior prestazione personale stagionale |
| 2015 | Giochi panafricani  | Brazzaville    | 800 m piani   | 6ª        | 2'02"85     | Miglior prestazione personale stagionale |
| 2015 | Giochi panafricani  | Brazzaville    | 1500 m piani  | 4ª        | 4'20"32     | Miglior prestazione personale stagionale |
| 2016 | Campionati africani | Durban         | 800 m piani   | 7ª        | 2'02"83     |                                          |
| 2016 | Giochi olimpici     | Rio de Janeiro | 800 m piani   | Batteria  | 2'07"65     |                                          |
| 2017 | Campionati arabi    | Radès          | 800 m piani   | Bronzo    | 2'17"61     |                                          |
| 2017 | Campionati arabi    | Radès          | 1500 m piani  | Bronzo    | 4'31"12     |                                          |
| 2017 | Campionati arabi    | Radès          | 4×400 m       | Argento   | 3'49"95     |                                          |
| 2018 | Campionati africani | Asaba          | 800 m piani   | Batteria  | 2'04"44     |                                          |
| 2019 | Campionati arabi    | Il Cairo       | 800 m piani   | Argento   | 2'08"38     |                                          |
| 2022 | Campionati africani | Saint Pierre   | 800 m piani   | Batteria  | 2'10"68     |                                          |